# Fundulus diaphanus
Fundulus diaphanus es una especie de pez de la familia de los fundúlidos en el orden de los ciprinodontiformes. Se conoce como sardinilla anillada.

## Morfología
Los machos pueden llegar a los 13 cm de longitud total. Ovíparo, no migratorio. Se alimenta de Invertebrados pequeños y algo de vegetación.

## Distribución geográfica
Se encuentran en Norteamérica: Estados Unidos y Canadá.